# Tomasz Paweł Zawiła-Niedźwiecki

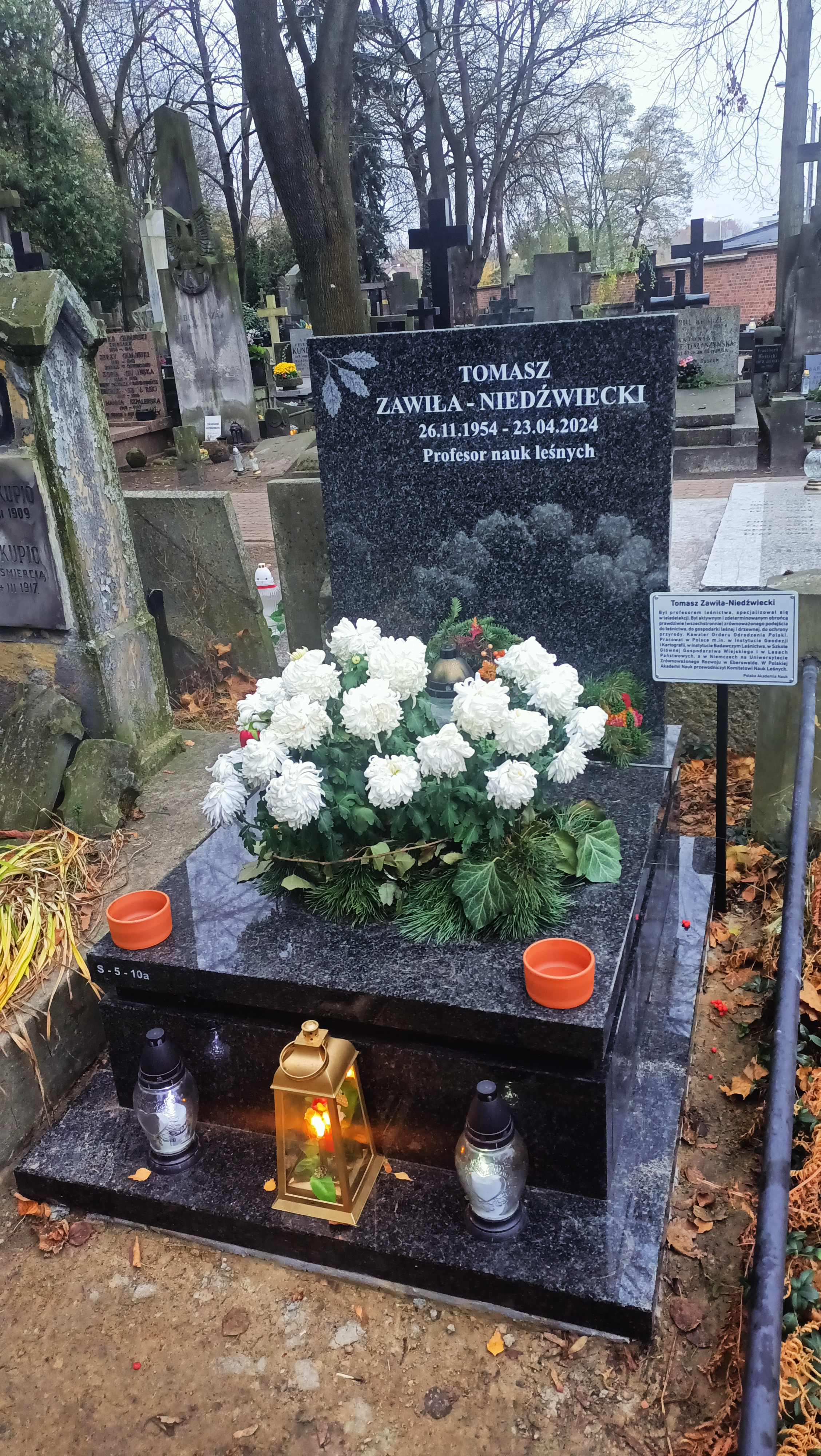
Gró Tomasza Zawiły Niedźwieckiego na cmentarzu Powązkowskim w Warszawie

Tomasz Paweł Zawiła-Niedźwiecki (ur. 26 listopada 1954 w Krakowie, zm. 23 kwietnia 2024 w Warszawie) – polski profesor nauk leśnych.

## Biografia
Urodził się w Krakowie.
Rodzina: matka Marta (1928–2010) z domu Niedźwiecka – prawnik; ojciec Marian (1926–2019) – architekt; brat Janusz (1953) – inżynier organizator produkcji; żona Anna (1973) – geograf.
Wśród przodków: Antoni Łukasz Crutta (1727–1812), Antoni Zygmunt Helcel (1808–1870), Gustaw Zieliński (1809–1881), Włodzimierz Zieliński (1893–1948), Tadeusz Zieliński (1897–1971).
Absolwent XV Liceum Ogólnokształcącego im. Narcyzy Żmichowskiej w Warszawie (matura 1973) oraz Wydziału Leśnego Szkoły Głównej Gospodarstwa Wiejskiego w Warszawie (dyplom 1979).
W 1990 w Instytucie Geodezji i Kartografii w Warszawie obronił rozprawę doktorską Metoda opracowania map stanu lasu na podstawie zdjęć satelitarnych Landsat-Thematic Mapper, promotorem był prof. Wojciech Bychawski. W 1994 w Szkole Głównej Gospodarstwa Wiejskiego w Warszawie na Wydziale Leśnym uzyskał stopień doktora habilitowanego na podstawie dorobku oraz monografii Ocena stanu lasu w ekosystemach zagrożonych z wykorzystaniem zdjęć satelitarnych i systemu informacji przestrzennej.
W roku 2002 Prezydent RP nadał mu tytuł profesora. Analogiczny tytuł profesorski uzyskał w Niemczech.
Specjalizował się w zastosowaniach teledetekcji w badaniach leśnych. Był autorem ponad 200 publikacji naukowych.
Jest pochowany na warszawskim cmentarzu Stare Powązki (kwatera S, rząd 5, miejsce 10a).

## Stanowiska
- 1979–1983, 1989–1991, 1996–1997 – Instytut Badawczy Leśnictwa w Warszawie (asystent, adiunkt, docent). Równolegle wykładał w Szkole Głównej Gospodarstwa Wiejskiego, Szkole Głównej Służby Pożarniczej, Wyższej Szkole Zarządzania i Ekologii, kursach teledetekcji organizowanych przez FAO i Europejską Agencję Kosmiczną w krajach Europy, Azji i Afryki, prowadził seminaria na Uniwersytetach w Montrealu, Humbolta w Berlinie, Twente w Enschede.
- 1983–2009 – Instytut Geodezji i Kartografii w Warszawie (kolejno: inż. leśnik, asystent, adiunkt, docent, profesor, koordynator Zespołu Teledetekcji Lasu, zastępca kierownika Ośrodka Przetwarzania Obrazów Lotniczych i Satelitarnych, kierownik Zakładu Teledetekcji, a następnie Zakładu Kartografii).
- 1988 – Centrum Ekologii Funkcjonalnej i Ewolucyjnej w Montpellier / Francja (Centre d’Ecologie Fonctionelle et Evolutive L. Emberger – CNRS) (staż FAO).
- 1990–2019 – Międzynarodowa Unia Leśnych Organizacji Badawczych (International Union of Forestry Research Organisations – IUFRO) (koordynator grup roboczych w zakresie teledetekcji).
- 1993–1994 – Katedra Teledetekcji i Urządzania Lasu, Uniwersytet w Gandawie / Belgia (Laboratory of Remote Sensing and Forest Management, University of Gent) (kierownik projektów).
- 1997–1999 – Mazowiecki Park Krajobrazowy (zastępca dyrektora).
- 1997–2014 – Wyższa Szkoła Ekologii i Zarządzania w Warszawie (profesor).
- 2001 – ekspert – ewaluator EU DG XII (Nauka, Badania i Rozwój) – 5 i 6 Programy Ramowe.
- 2002–2009 – Uniwersytet Zrównoważonego Rozwoju w Eberswalde – Wydział Lasu i Środowiska (University of Applied Sciences in Eberswalde / Germany – Faculty of Forest and Environment – Remote Sensing, GIS, Environ-mental Data Processing), w latach 2002–2004 profesor, 2005–2009 wicedyrektor i profesor magisterskich studiów międzynarodowych Forest Information Technologies prowadzonych wspólnie z Wydziałem Leśnym SGGW.
- 2004–2005 – ekspert-ewaluator EU DG XII (Nauka, Badania i Rozwój) – Erasmus Mundus Program.
- 2008–2013 – Instytut Badawczy Leśnictwa w Sękocinie Starym (dyrektor, profesor).
- 2012–2018 – Europejski Instytut Leśnictwa – European Forest Institute in Joensuu / Finland (członek i wiceprzewodniczący rady naukowej).
- 2014–2018 – Generalna Dyrekcja Lasów Państwowych (najpierw doradca dyrektora generalnego, potem zastępca dyrektora generalnego ds. rozwoju).
- 2016–2017 – Szkoła Główna Gospodarstwa Wiejskiego, Wydział Leśny (profesor).
- 2018–2022 – Lasy Państwowe, Centrum Koordynacji Projektów Środowiskowych (dyrektor, profesor).

## Członkostwa
Polskie organizacje naukowe:
- członek Komitetu Nauk Leśnych Polskiej Akademii Nauk od 2011 – do śmierci, a od 2014 przewodniczący Komitetu,
- członek Komitetu Narodowego ds. IUFRO przy KNL PAN od 1993,
- członek Komisji Teledetekcji Komitetu Badań Kosmicznych i Satelitarnych Polskiej Akademii Nauk 2011–2014,
- członek Rady Naukowej Instytutu Dendrologii Polskiej Akademii Nauk 2011–2014, 2019 – do śmierci,
- członek Zarządu Głównego Polskiego Towarzystwa Leśnego 2010–2013, 2014–2024; ostatnio zastępca Przewodniczącego ZG PTL 2022–2024,
- członek Rady Naukowej Białowieskiego Parku Narodowego 2009–2014,
- przewodniczący Rady Naukowo-Społecznej Leśnego Kompleksu Promocyjnego „Sudety Zachodnie” 2010–2012 i 2013–2018,
- członek Rady Naukowo-Społecznej Leśnego Kompleksu Promocyjnego „Puszcza Białowieska” 2010–2012 i 2013–2018,

oraz w różnych okresach:
- członek Rady Programowej „Folia Forestalia Polonica”,
- członek Rady Programowej „Teledetekcja Środowiska”,
- przewodniczący Rady Programowej „Lasu Polskiego”,
- członek Rady Naukowej czasopisma „Zarządzanie Ochroną Przyrody w Lasach”,
- członek Kolegium Lasów Państwowych.

Członkostwo w zagranicznych organizacjach naukowych
- Międzynarodowa Unia Leśnych Organizacji Badawczych (IUFRO) – koordynator grupy roboczej Teledetekcja w światowym monitorowaniu lasu (1995–2005), zastępca koordynatora grupy roboczej Teledetekcja (2006–2014), koordynator grupy roboczej Teledetekcja (2014–2019),
- członek (z wyboru) Rady Nadzorczej Europejskiego Instytutu Leśnego (EFI) 2012–2015,
- członek Komisji Budżetu i Finansów Rady Europejskiego Instytutu Leśnego (EFI) 2012–2015.

## Nagrody, wyróżnienia, odznaczenia
- Krzyż Kawalerski Orderu Odrodzenia Polski (2024, pośmiertnie)[2]
- Krzyż Zasługi Krajowej Sekcji Pracowników Leśnictwa NSZZ „Solidarność” (2023)
- Złoty Krzyż Zasługi (2021)[3]
- Medal za zasługi dla Uniwersytetu Rolniczego w Krakowie (2013)
- Medal "Pro Bono Silvae" Polskiego Towarzystwa Leśnego (2024, pośmiertnie)
- Kordelas Leśnika Polskiego – za zasługi dla Lasów Państwowych (2010)

## Działalność pozanaukowa
- działał w NSZZ Solidarność od jego powstania w roku 1980 (wtedy współzałożyciel w Instytucie Badawczym Leśnictwa, ostatnio w Krajowej Sekcji Pracowników Leśnictwa)
- myśliwy w radomskim kole łowieckim „Oczeret”
- honorowy przyjaciel Zespołu Szkół Drzewnych i Leśnych im. Jana Kochanowskiego w Garbatce-Letnisku
- członek Stowarzyszenia Przyjaciół Garbatki Letnisko

## Wybrane publikacje
- z: Ma, H., Crowther, T., Mo, L., Maynard, D., Renner, S., Hoogen, J., Zou, Y., Liang, J., Miguel, S., Nabuurs, G.J., Reich, P., Niinemets, Ü., Abegg, M., Adou Y.Y., Alberti, G., Almeyda Z.A., Alvarado, B., Alvarez-Davila, E., Alvarez-Loayza, P., Zohner, C., et al. (2023). The global biogeography of tree leaf form and habit. Nature Plants. 9. 1-15. 10.1038/s41477-023-01543-5.
- z: Hordijk, I., Maynard, D., Hart, S., Mo, L., ter Steege, H., Liang, J., Miguel, S., Nabuurs, G.J., Reich, P., Abegg, M., Adou Y.Y., Alberti, G., Almeyda Z.A., Alvarado, B., Alvarez-Davila, E., Alvarez-Loayza, P., Alves, L., Ammer, C., Antón F.C., Crowther, T., et al. (2023). Evenness mediates the global relationship between forest productivity and richness. Journal of Ecology. 111. 1-19. 10.1111/1365-2745.14098.
- z: Liang, J., Gamarra, J., Picard, N., Zhou, M., Pijanowski, B., Jacobs, D., Reich, P., Crowther, T., Nabuurs, G.J., Miguel, S., Fang, J., Woodall, C., Svenning, J.C., Jucker, T., Bastin, J.F., Wiser, S., Slik, F., Hérault, B., Alberti, G., Hui, C., et al. (2022). Co-limitation towards lower latitudes shapes global forest diversity gradients. Nature Ecology & Evolution. 6. 1-15. 10.1038/s41559-022-01831-x.
- z: Cazzolla G.R., Reich, P., Gamarra, J.G.P., Crowther, T., Hui, C., Morera, A., Bastin, J.F., de-Miguel, S., Nabuurs, G.J., Svenning, J.C., Serra-Diaz, J.M., Merow, C., Enquist, B., Kamenetsky, M., White, L., Zhu, J., Fang, J., Jacobs, D.F., Pijanowski, B., Liang, J., et al. (2022). The number of tree species on Earth. Proceedings of the National Academy of Sciences. 119.
- z: Steidinger, B., Crowther, T.W., Liang, J., Nuland, M.E., Werner, G.D.A., Reich, P., Nabuurs, G.J., de-Miguel, S., Zhou, M., Picard, N., Hérault, B., Zhao, X., Zhang, C., Routh, D., Peay, K., Abegg, M., Yao, C.Y.A., Alberti, G., Almeyda Z.A., Zo-Bi, I., et al. (2019). Climatic controls of decomposition drive the global biogeography of forest-tree symbioses. Nature. 569.
- Balazy, R., Ciesielski, M., Waraksa, P., Zasada, M., Zawiła-Niedźwiecki, T. (2019). Forest dieback processes in the Central European Mountains in the context of terrain topography and selected stand attributes. Forest Ecology and Management. 436. 106-119. 10.1016/j.foreco.2018.12.052.